# L'Homme pressé (chanson)
Pour les articles homonymes, voir L'Homme pressé.
Singles de Noir Désir
À ton étoile
(1997) Le vent nous portera
(2001)
Pistes de 666.667 Club
Les Persiennes
(8) Lazy
(10)
L'Homme pressé est une chanson du groupe Noir Désir, écrite par Bertrand Cantat et composée par l'ensemble des membres du groupe, parue sur l'album 666.667 Club en 1996, récompensée par une Victoire de la musique dans la catégorie « Victoire de la chanson originale de l'année »  en 1998.

## Historique

### Thème et paroles
Dans cette chanson, le groupe Noir Désir critique le monde de l'argent, le système capitaliste, les différences économiques et la mise en place de la mondialisation en cette fin du XXe siècle et plus particulièrement, son représentant dénommé « l'homme moderne » ou « homme pressé », qui recherche le pouvoir sans états d'âme.

Selon les interprétations, de nombreuses personnalités médiatiques (journaliste ou animateur de télévision, patron de chaine) seraient dénoncés, mais sans être nommés :

Mais cette chanson est surtout une caricature des hommes d'affaires contemporains, et notamment de Jean-Marie Messier — que les Guignols de l'Info affubleront du sobriquet J6M ou Jean-Marie-Messier-Moi-Même-Maître-du-Monde —, alors P-DG de Vivendi et producteur du groupe, les vers 

« Les cordons de la bourse
Se relâchent pour moi
Il n'y a plus de secrets
Je suis le Roi des rois
Explosé l'audimat
Pulvérisée l'audience
Et qu'est-ce que vous croyez
C'est ma voie, c'est ma chance
J'adore les émissions à la télévision
Pas le temps d'regarder mais c'est moi qui les fais »

ne laissant guère planer d'équivoque à ce sujet, surtout si l'on en infère du discours cinglant que Bertrand Cantat adressera à l'intéressé lors des Victoires de la musique 2002
Soutenue par une musique très entraînante, la chanson marque l'engagement du groupe vers un certain idéal. Dans le clip vidéo, réalisé par Henri Jean-Debon et nommé aux Victoires de la Musique 1998, les quatre membres du groupe exécutent une chorégraphie parodiant celles des boys-band, très à la mode à cette époque.
Les dernières paroles sont un vocal sample de la chanson Love, Lioubov, amour des Poppys, sortie et diffusée en pleine période de la guerre du Vietnam durant les années 1970

### Distribution et diffusion
L'Homme pressé est le troisième single issu de 666.667 Club, après Un jour en France et À ton étoile. Le disque comporte également les morceaux Back To You, issue d'une compilation allemande de 1994, Là-Bas, composée pour le film Bernie d'Albert Dupontel, et Twilight Zone, un inédit.
Par la suite, la chanson est intégrée dans les deux compilations officielles du groupe, En route pour la joie (2001) et Soyons désinvoltes, n'ayons l'air de rien (2011). Le clip vidéo ainsi qu'une pub TV se trouvent sur le DVD qui accompagne le format Deluxe de Soyons désinvoltes. Une version acoustique enregistrée le 5 octobre 2002 lors d'un concert au Leonkavallo de Milan figure dans l'album Débranché (2020).

## Inspiration

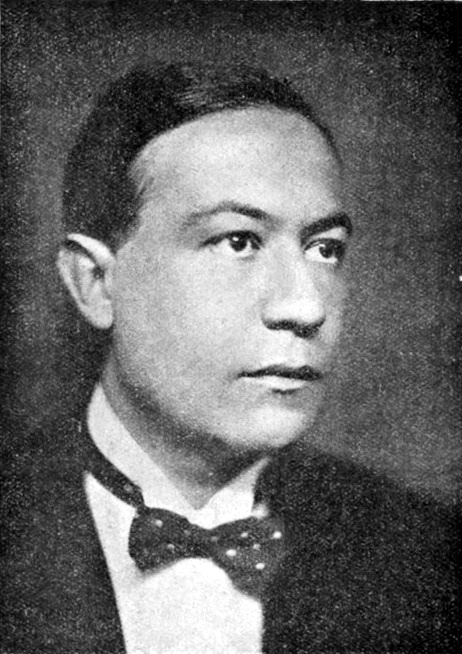
Le titre de cette chanson est inspiré par le titre d'un roman de Paul Morand

Cette chanson porte le même nom qu'un roman de Paul Morand qui évoque la vie d'un homme incapable de rester en place et qui mène sa vie à toute allure. D'autres chansons porteront également des titres d'œuvres de cet écrivain dont Fin de siècle (paru en 1957, chez Stock), confirmant ainsi l'admiration que lui porte Bernard Cantat.

## Titres du disque
- CD 4 titres / Maxi 45 tours

1. Back To You - 4:02
2. Là-Bas - 2:36
3. Twilight Zone - 6:07
4. L'Homme pressé - 3:44

## Enregistrement
- Produit, enregistré et mixé au studio du Manoir à Léon[9].

## Autres chansons du single
La chanson Là-bas, absente de l'album, est réalisée pour le film Bernie d'Albert Dupontel.
La chanson Back To You est antérieure à l'album : elle est enregistrée en 1993 avec l'ancien bassiste Frédéric Vidalenc qui assure également l'enregistrement et le mixage avec l'ingénieur du son Giorgio Canali chez eux dans la banlieue de Bordeaux. Ce dernier sera en retour soutenu par Noir Désir lorsqu'il se lancera dans sa propre carrière artistique avec la présence de Cantat et Teyssot-Gay sur sa chanson 1,2,3, 1000 Viêtnam en 1998.

## Charts
| France | Belgique | Italie | Pays-Bas |
| ------ | -------- | ------ | -------- |
| 15     | -        | -      | -        |

## Reprises
- 2006 : Doc Gynéco sur l'album Un homme nature.
- 2006 : Métal Urbain (en bonus sur l'édition limitée de l'album J'irai chier dans ton vomi)
- 2014 : Chanson d'Occasion version jazz manouche Matthias Bourmaud : Guitare, chant Emmanuel Logeais : Contrebasse François Joubert : Guitare, chant